# Squire
Squire (Сквайр) — з 1934 року британський виробник автомобілів. Штаб-квартира розташована в Хейлі-на-Темзі. У 1936 році компанію купує Вел Зезрін. У 1939 році компанія припинила виробництво автомобілів.

## Адріан Морган Сквайр
Адріан Морган Сквайр народився в 1910 році в родині інженера, який працював в кар'єрі з видобутку гравію, ще хлопчиськом, навчаючись в парафіяльній школі, він марив про автомобілі, а у віці 16 років навіть сам намалював шестисторінковий каталог, в якому описувався 1.5 л британський автомобіль марки Squire з низьким центром ваги, який, звичайно, існував тільки в голові творця, а тепер — і на папері.
Але не дивлячись на свою пристрасть до автомобілів, Сквайр поступає вчитися на електрика в технічну школу імені Фарадея, проте незабаром він її кидає і наймається в фірму Волтера Бентлі учнем, незабаром, у вересні 1929 року, він покидає Bentley Motors Limited, і переходить працювати креслярем в Morris Garages Car Company (MG). В 1931 році він покидає фірму, і разом із Джоком Менбі-Коулгрейвом, гонщиком-аматором і однокашником Сквайра, починають потихеньку долати перешкоди, що стоять на планах молодих людей — виробляти власний автомобіль, який Сквайр намалював в 16-річному віці.
Спочатку вони вибрали місце, вибір припав на Ременхем Хілл, що недалеко від містечка за назвою Хенлі. В цьому селі був куплений котедж, перед яким побудували АЗС, а незабаром до них в компанію влився Реджинальд Слей, який був старший молодих людей на 6 років, на той момент йому було 27 років. Слей займався продажем машин, і незабаром в котеджі організували магазин з продажу машин, а виручені гроші відкладали для власної машини.
Сквайр мріяв про власний двигун, який сам придумав колись, але для такого амбітного плану просто не було грошей, тоді в 1932 році він побачив замітку в журналі, що British Anzani Engine Co побудував півторалітровий 74-сильний двигун з двома верхніми розподільчими валами, якраз такий двигун Сквайр і хотів бачити на своїй машині. Через кілька днів Сквайр і Менбі-Коулгрейв були в офісі цієї фірми і вели бесіду з Дугласом Россом, керуючим директором цієї фірми, яка отримала незалежність від італійського головного офісу в 1927 році, що цікаво, Росс теж був молодим чоловіком.
Сквайр заявляє, що закупить 12 двигунів серії R1, якщо на них встановлять нагнітач, тоді Росс звертається до фірми David Brown, щоб ті впровадили на мотор нагнітач, який у результаті дозволив зняти з мотора 105–110 к.с.. Як коробка передач була обрана преселективна коробка передач Уїлсона, у якої не було зчеплення — ENV 110. Раму побудували з коробчастих брусів, підвіска всіх коліс була на напівеліптичних ресорах, роль стартера і генератора на цій машині грав дінамотор фірми Rotax. Гальма розміром в 38 см були сконструйовані Сквайром і їх корпус виготовлявся з магнію, також мався гідропривід фірми Lockheed.

## Заснування компанії. Початок виробництва автомобілів
В січні 1934 року була нарешті заснована фірма Squire Car Manufacturing Company зі статутним капіталом в 6000 фунтів, яка вже у вересні того ж року представила публіці свій перший автомобіль.

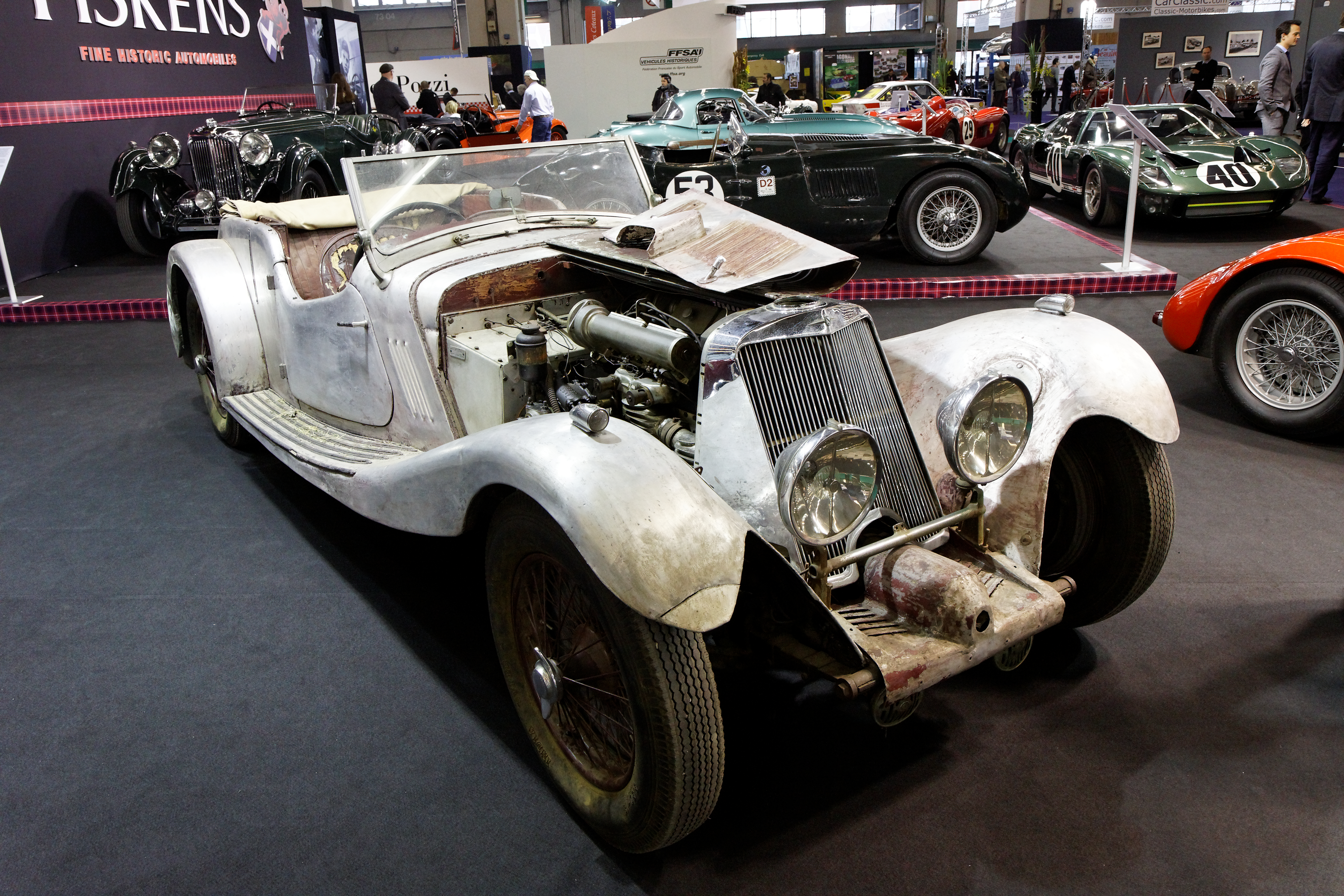
Squire 1 1/2-Litre Vanden Plas Sports Tourer

В каталозі фірми значилося два типи кузова: відкритий і закритий, обидва від фірми Vanden Plas, однак заявлена ціна — £ 1200 — була захмарною, це було вдвічі вище ціни за Aston Martin з 2-літровим двигуном, і стояла за ціною в одному ряду з продукцією фірми Bugatti. Максимальна швидкість не була недосяжною, і становила 160 км/год, однак після нетривалого руху на такій швидкості мотор виходив з ладу, бо він перегрівався, після чого пробивало прокладку, але зате власник міг отримати задоволення від проходження поворотів, журналісти того часу писали, що там, де на інших машинах повороти треба було проходити на черепашачій швидкості, на Squire 1 1/2-Litre можна було пролітати на 120 км/год . В 1935 році була побудована друга машина, яку придбав собі один із засновників фірми — Менбі-Коулгрейв, слідом за ним купив машину Шерман Стоунор, після чого довгий час ніхто не замовляв собі таку машину. Тоді в липні 1935 року Сквайр вирішує виставити на гонки одну машину з переробленим в одномісний кузовом, однак найнятий Луї Фонте зміг проїхати всього дев'ять кіл на Турист Трофі Британської імперії, заодно Сквайр знаходить іншого постачальника кузовів — Markham, який пропонує свої кузови на 200 фунтів дешевше, що робить машину набагато доступнішою.

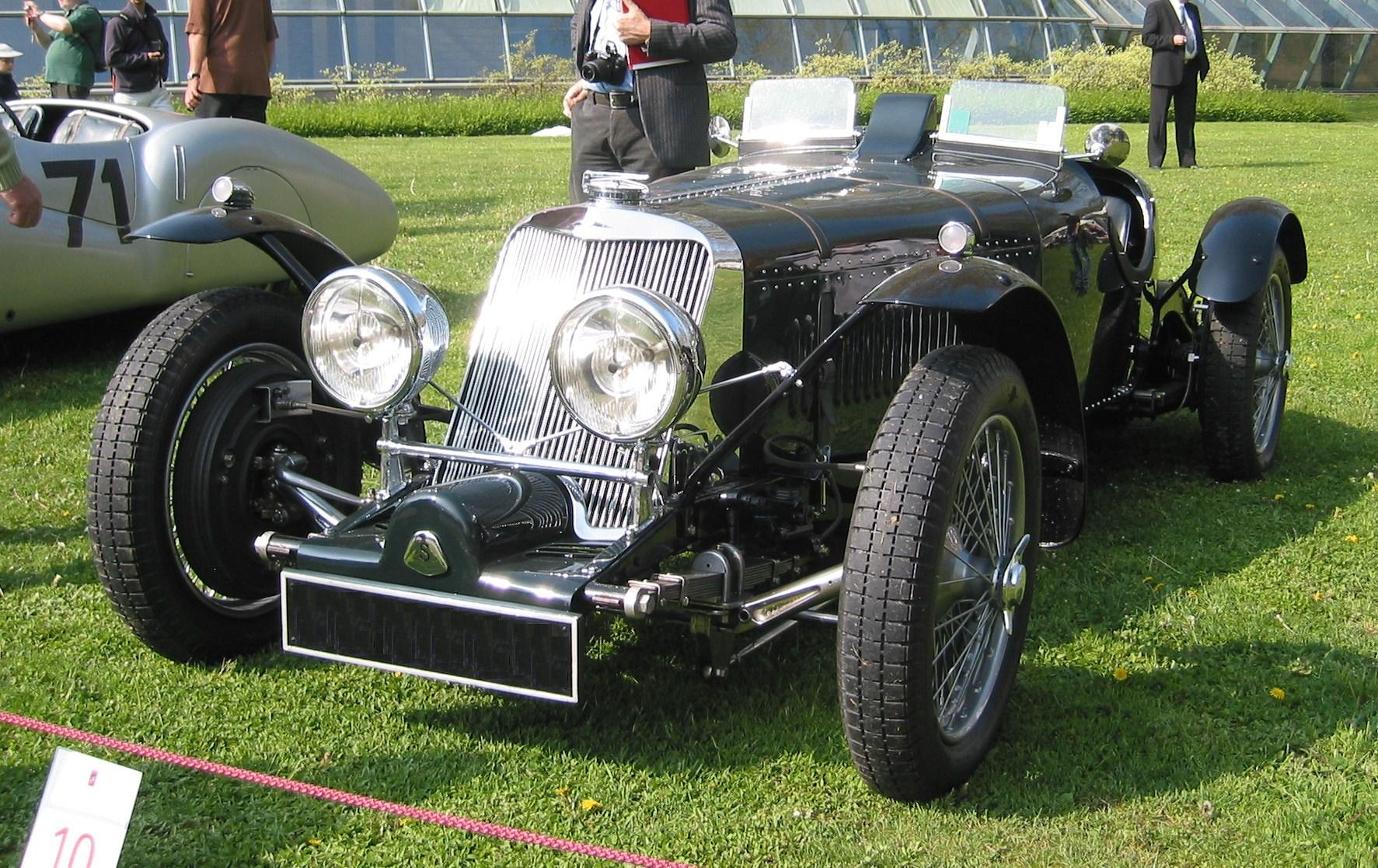
Squire 1 1/2-Litre Skimpy Roadster by Markham

У вересні знову була поломка на змаганнях, але вже тільки на 54 колі, а через місяць Фонте вдається зайняти третє місце змаганнях Second Mountain Handicap. Це призвело до того, що машину помітив один багатій гонщик-любитель на ім'я Вел Зезрін, йому будується машина з подовженою базою і новою задньою підвіскою, яка ще нижча попередніх, бо ресори встановлені поверх заднього моста, так звана «система underslung». В 1936 році ще одна подібна машина була продана серу Джеймсу Уокеру, який мало того, що любив з вітерцем проїхати вздовж звивистих доріжок Беркшира, так ще заодно і похвастатись найдорожчою спортивною машиною. Після чого поступило ще одне замовлення на короткобазову модель, але з низькою задньою підвіскою.

## Squire у власності Вела Зезріна
У липні 1936 року компаньйони зібралися і вирішили розпустити фірму, бо замовлень не було, і надії не виправдалися, тут на горизонті оголошується вже згаданий Вел Зезрін, який викуповує Squire Car Manufacturing Company разом із машинокомлектами, запчастинами та правом на торговельну марку. Зезрін відразу отримує замовлення на одну гоночну машину, яку повинні були оснастити незалежною передньою підвіскою, задньою підвіскою «типу De Dion» і мотором з двома компресорами, проте замовник — герцог Графтон, гине буквально через місяць за кермом свого Bugatti Type 59, так що замовлення залишилося невиконаним.

## Припинення виробництва автомобілів. Закриття компанії

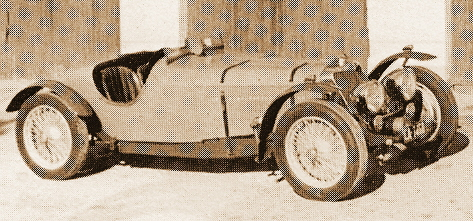
Squire 1 1/2-Litre Skimpy Roadster by Markham

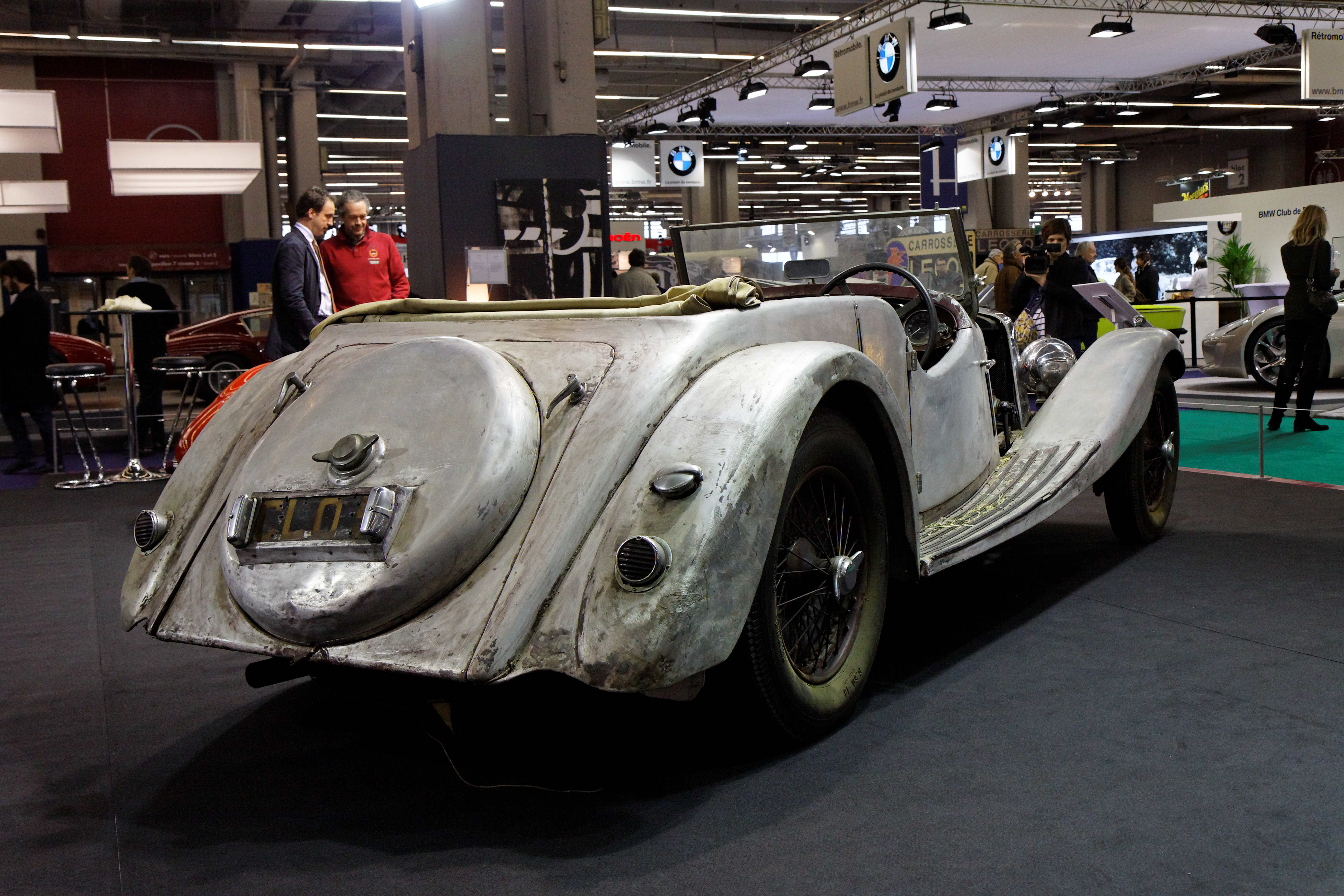
Squire 1 1/2-Litre Vanden Plas Sports Tourer

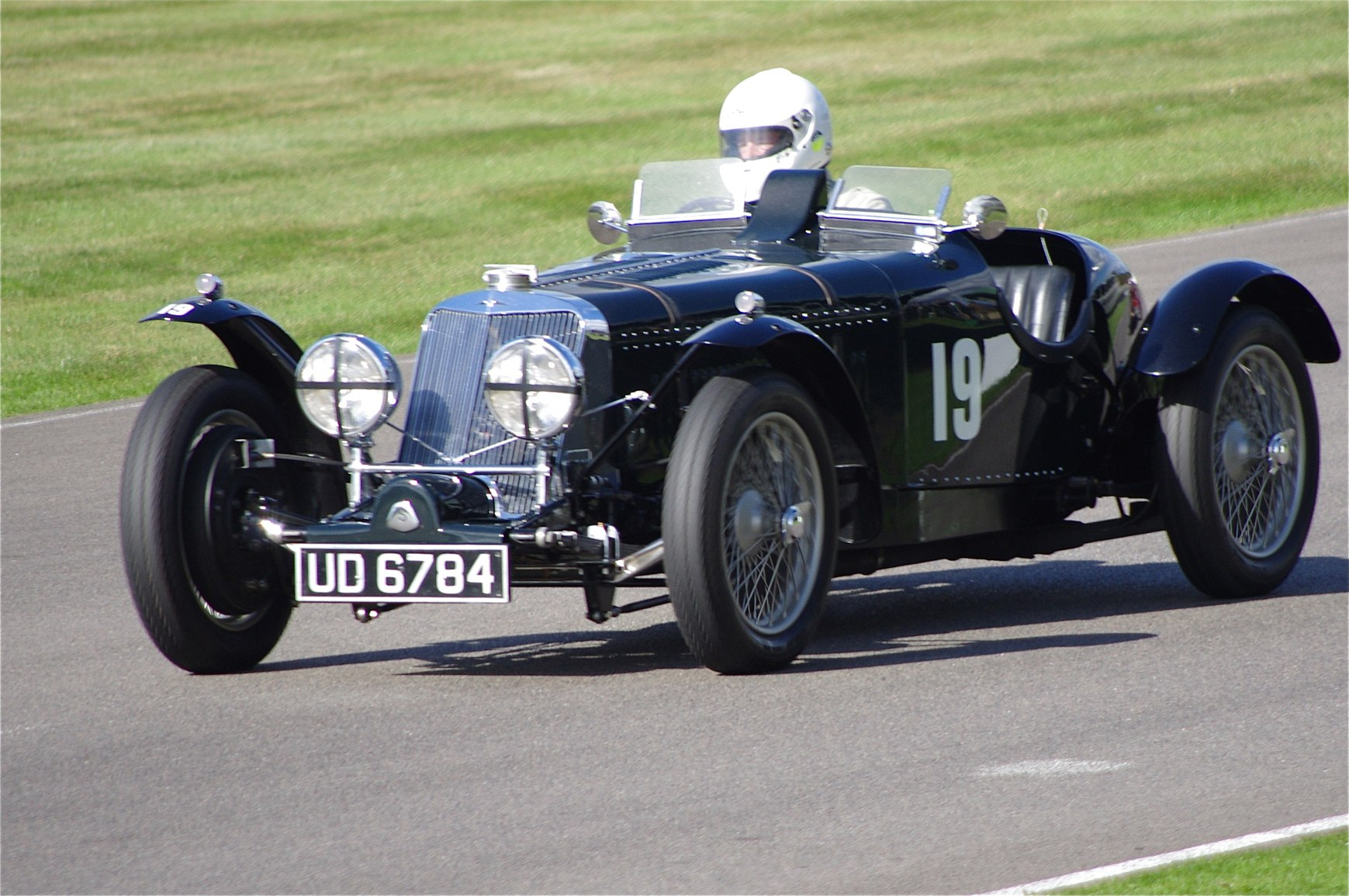
Squire 1 1/2-Litre Skimpy Roadster by Markham

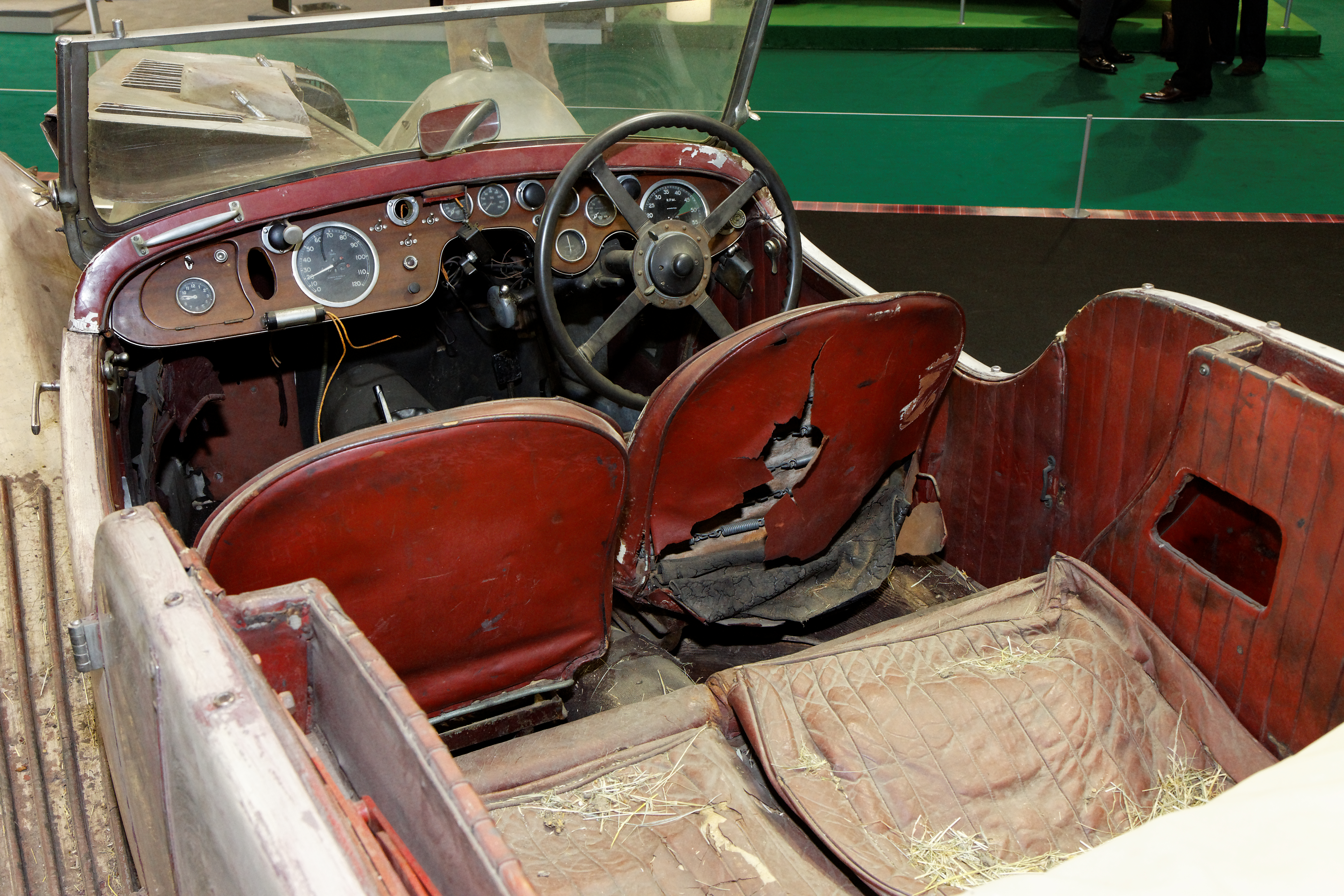
Салон Squire 1 1/2-Litre Vanden Plas Sports Tourer

Між тим, на фірмі залишаються два механіка, яким відома конструкція автомобіля і які терпляче чекають «біля моря погоди», поки в 1937 році нарешті не надходить перше замовлення на машину, в цей раз кузов виготовила фірма Corsica, відома своїми красивими кузовами для автомобілів марки Daimler, після чого виготовили ще дві машини, останню з яких, виготовлену в 1939 році, Зезрін залишив собі, на неї вже встановили кузов від компанії Ranelagh, в результаті за п'ять років було побудовано всього десять автомобілів, до наших днів дійшло 9 з них.
Що стосується Сквайра, то після того, як він продав свою частку компанії, він влаштувався в фірму Lagonda, де головним інженером працював його колишній учитель — Волтер Бентлі, незабаром Сквайра переманили в фірму Bristol Aeroplane Co, на жаль, ця фірма опинилася в списку стратегічних об'єктів, коли почалася Друга світова війна, і Сквайр загинув під час бомбардування Ковентрі в 1940 році, а так хто знає, може після війни він воскресив би марку свого імені, а може перші автомобілі марки Bristol не були б клонами марки BMW.

## Список автомобілів Squire
- 1934 — Squire 1 1/2-Litre